# Upplands runinskrifter 1090
Upplands runinskrifter 1090 är ett försvunnet vikingatida runstensfragment som funnits i Marsta, Bälinge socken och Uppsala kommun. Stenen undersöktes och avbildades av Johannes Haquini Rhezelius och var skadad redan då. Stenen försvann på 1600-talet.

## Inskriften
Translitterering av runraden:
[...r · uk · inkimunt fit- : bryþr · sin · auk · inkifriþ ...]
Normalisering till runsvenska:
... ok Ingimund fit- brøðr sina ok Ingifriðr ...
Översättning till nusvenska:
... och Ingemund ... sina bröder och Ingefrid ...